# George Adamski
George Adamski (17 de abril de 1891 - 23 de abril de 1965) fue un ciudadano estadounidense de origen polaco ampliamente conocido y criticado en círculos ufológicos, y en cierto grado en la cultura popular, después de afirmar haber fotografiado platillos volantes de otros planetas, conocer a sus ocupantes describiéndolos como alienígenas de tipo nórdico, amistosos Hermanos del Espacio, y volar con ellos a la Luna y otros planetas.
Fue el primero, y más famoso, de los conocidos como contactados de los años 1950. Adamski se autoproclamaba "filósofo, profesor, estudiante e investigador de platillos", aunque la mayoría de los investigadores concluyeron que sus reclamaciones eran un elaborado bulo, y que el mismo Adamski era un estafador.
Adamski publicó tres libros que describen sus encuentros con alienígenas nórdicos y sus viajes con ellos a bordo de sus naves espaciales: Flying Saucers Have Landed (coescrito con Desmond Leslie) en 1953, Inside the Space Ships en 1955, y Flying Saucers Farewell en 1961. Los dos primeros libros fueron ambos best sellers; para 1960 habían vendido entre ambos 200.000 copias.

## Años tempranos
Adamski nació en Bromberg, entonces en el Imperio alemán y hoy Bydgoszcz en Polonia. Era uno de los cinco hijos nacidos del matrimonio de polacos étnicos, Jozef Adamski (1867-1937) y Franciszka Adamski (1862-1946).
Cuando tenía dos años, su familia emigró a los Estados Unidos y se instalaron en la ciudad de Nueva York. De 1913 a 1916, empezando a la edad de 22 años, fue soldado en el 13.ª regimiento de Caballería de EE. UU. (tropa K) luchando en la frontera mexicana durante la Expedición contra Pancho Villa.
En 1917 se casó con Mary Shimbersky. Ella moriría en 1954, no tuvieron hijos. El matrimonio Adamski se trasladó al oeste, y él trabajó sucesivamente en el mantenimiento del parque nacional de Yellowstone, en un molino de harina en Oregón y en una fábrica de cemento en California. Para 1930 "Adamski era una figura menor en la escena ocultista californiana", enseñando su mezcla personal de cristianismo y religiones orientales, la cual llamaba "cristianismo Progresivo Universal" y "Ley Universal".
A principios de los años 1930, mientras vivía en Laguna Beach, Adamski fundó la "Orden Real del Tibet", cuyas reuniones se celebraban en el "Templo de la Filosofía Científica". Adamski ejercía como "filósofo" y profesor en el templo. La "Orden Real del Tibet" obtuvo una licencia del gobierno para hacer vino para "propósitos religiosos" durante la ley seca; Adamski es citado diciendo "hice el suficiente vino para todo el sur de California ... estaba haciendo una fortuna!" Aun así, el fin de la prohibición también marcó el declive de su provechoso negocio de producción encubierta de vino, y Adamski más tarde dijo a dos amigos que fue después que "tuvo que meterse en esta porquería de los platillos volantes."
En 1940 Adamski, su esposa, y algunos amigos cercanos se instalaron en un rancho cerca del Monte Palomar, donde  dedicaron su tiempo a estudiar religión, filosofía, y agricultura. En 1944, financiados por las donaciones de Alice K. Wells, una estudiante de Adamski, adquirieron 20 acres (8.1 ha) de tierra en la base del monte, donde construyeron una casa nueva, un camping llamado Palomar Gardens, y un pequeño restaurante llamado Palomar Gardens Cafe.
En el campamento y restaurante, Adamski "a menudo daba conferencias sobre religión y filosofía orientales, a veces hasta tarde en la noche" a alumnos, admiradores, y turistas. También construyó un observatorio de madera en el campamento para albergar su telescopio de seis pulgadas, y visitantes y turistas del Monte Palomar a menudo recibían la impresión inexacta de que Adamski era un astrónomo conectado al famoso Observatorio astronómico de Monte Palomar ubicado en la cumbre de la montaña. Adamski no corregía esa falsa impresión "excepto que fuera presionado a ello." A pesar de ser llamado con frecuencia "profesor Adamski" por sus admiradores y seguidores, no poseía ninguna licenciatura o pregrado de ninguna universidad o colegio acreditados, y de hecho solo cursó educación primaria.

## Ufología
El 9 de octubre de 1946, durante una lluvia de meteoritos, Adamski y algunos amigos reclamaron que mientras la observaban desde su telescopio en el campamento de Palomar Gardens, avistaron una enorme "nave nodriza" en forma de cigarro puro. A principios de 1947, Adamski tomó una fotografía de lo que afirmó era el mismo navío en forma de puro que había visto en 1946 sobre Palomar Gardens. En el verano de 1947, después de los primeros avistamientos OVNI ampliamente publicitados en EE. UU.(véase Kenneth Arnold y Caso Roswell), Adamski reclamó haber visto 184 ovnis sobre Palomar Gardens un anochecer.
En 1949 Adamski empezó a dar sus primeras conferencias sobre ovnis a grupos cívicos y otras organizaciones en California del sur; pidiendo, y cobrando por esas conferencias. En ellas hizo "reclamaciones" fantásticas, como que " el gobierno y la ciencia habían establecido la existencia de OVNIs desde dos años antes, al rastrear mediante radar una nave espacial de 700 pies de largo en el lado oculto de la Luna", que "la ciencia ahora sabe que todos los planetas [en el sistema solar] están habitados" o "fotos de Marte tomadas desde el observatorio del Monte Palomar han probado que los canales de Marte son artificiales, construidos por una inteligencia mucho más grande que la de cualquier hombre de la Tierra."
Aun así, como un historiador OVNI ha notado, "incluso a principios de los 1950 las afirmaciones [de Adamski] sobre las condiciones de la superficie, y la habitabilidad de Venus, Marte, y los otros planetas del sistema solar chocaban con la evidencia científica comprobada... los ufólogos de la "corriente principal" eran casi unánimemente hostiles a Adamski, sosteniendo no sólo que sus historias de contacto y similares eran fraudulentas, sino que los supuestos contactados estaban haciendo que los investigadores serios de OVNIs parecieran ridículos."
El 29 de mayo de 1950, Adamski tomó una fotografía de lo que supuestamente eran seis objetos no identificados en el cielo, los cuales parecían volar en formación. Esta misma fotografía OVNI fue representada en agosto de 1978 en un sello de correos conmemorativo emitido por la nación insular de Granada para marcar el "Año de los OVNIs."

### Orthon y los contactos
El 20 de noviembre de 1952, Adamski y varios amigos se encontraban en el desierto Colorado cerca de la ciudad de Desert Center, California, cuando supuestamente vieron un gran objeto con forma de submarino flotando en el cielo. Creyendo que el navío le buscaba, se dice que Adamski dejó a sus amigos y partió andando solo por la carretera principal. Poco después, según Adamski, una nave exploradora menor hecha de un tipo de metal traslúcido aterrizó cerca de él, y su piloto, un venusiano llamado Orthon, desembarcó y le buscó afuera. Adamski afirmó que las otras personas que estaban con él también vieron la nave venusiana, y casi todos más tarde declararon haber podido ver a Adamski reuniéndose con alguien en el desierto, aunque a una distancia considerable.
Adamski describió a Orthon como un humanoide de estatura media con cabello rubio largo y la piel bronceada que llevaba zapatos marrón rojizos, aun así, Adamski añadió que, "sus pantalones no eran como los míos." Adamski dijo que Orthon se comunicó con él vía telepatía y mediante señales manuales.
Durante la conversación, Orthon supuestamente advirtió de los peligros de la guerra nuclear, y Adamski más tarde escribió que "la presencia de este habitante de Venus era como un abrazo tibio de gran amor y comprensiva cordura." Adamski reclamó que Orthon había rechazado dejarse fotografiar, y en cambio, había preguntado a Adamski si le entregaba una placa fotográfica, asegurando que se la entregó a Orthon. George Hunt Williamson (un contactado y asociado de Adamski) también aseguró que después de que Orthon se fuera, fue capaz de tomar moldes de yeso de las huellas de los zapatos del alienígena. Las impresiones de las suelas contendrían símbolos misteriosos, lo cual Adamski dijo que era un mensaje de Orthon.
Orthon le habría dicho que regresaría para devolverle la placa fotográfica el 13 de diciembre de 1952; cuando Adamski la recogió aseguró haber encontrado en ella más símbolos extraños. Fue durante este segundo encuentro que Adamski tomó una fotografía ahora famosa de la nave exploradora venusiana de Orthon desde su telescopio de 6 pulgadas (150 mm).
El excéntrico anglo-irlandés Desmond Leslie inició una correspondencia con Adamski. A mediados de los 1950 Leslie rodó una película de bajo presupuesto sobre ovnis titulada Them And The Thing, en su hogar de Castle Leslie. El platillo volador de la película fue creado con espejos brillantes sobre un escudo español del Renacimiento, suspendido de una caña de pescar. La película fue redescubierta en 2010.
Necesitado de dinero y con ganas de crear un best seller, Leslie había escrito un manuscrito sobre la visita a la Tierra de alienígenas. Su génesis habría sido la lectura en la biblioteca de un amigo por parte de Leslie, de una copia del libro de 1896 La Historia de Atlantis y la perdida Lemuria por William Scott-Elliot.
Adamski le envió a Leslie una carta explicándole su supuesto contacto con Orthon, y fotos. Leslie combinó las dos obras en el libro coautorizado de 1953 Flying Saucers Have Landed.
Al año siguiente Leslie visitó a Adamski en California, y aseguró haber visto varios ovnis con él. Leslie describió uno de ellos en una carta enviada a su esposa mientras se encontraba en San Diego:

...a beautiful golden ship in the sunset, but brighter than the sunset;... It slowly faded out, the way they do. (Una hermosa nave dorada en la puesta de sol, pero más brillante que la puesta de sol;... lentamente se desvaneció, la forma en que lo hacen.)

Flying Saucers Have Landed proclamaba que alienígenas nórdicos procedentes de Venus y otros planetas del sistema solar visitaban rutinariamente la Tierra. Según el libro, Orthon y otros alienígenas estaban preocupados de que las pruebas de bombas nucleares en la atmósfera de la Tierra matarían a toda la vida terrestre, propagarían la radiación por el espacio, y contaminarían otros planetas. Adamski afirmó que los alienígenas nórdicos veneraban un "Creador de Todo", pero que "nosotros en la tierra sabemos muy poco sobre este Creador... nuestra comprensión es superficial."
En su libro de 1955 Inside the Space Ships, Adamski afirmó que Orthon había arreglado para que él realizara un viaje para ver el Sistema solar, incluyendo el planeta Venus, la ubicación donde Orthon le dijo que la señora Adamski se había reencarnado. Afirmó que en otro viaje conoció "al filósofo anciano de la gente del espacio", de mil años de edad y llamado "el Maestro". Adamski dijo que conversó con él sobre filosofía, religión, y el sitio de la "Tierra en el universo". Adamski dijo que supo que había sido seleccionado por los alienígenas nórdicos para traer su mensaje de paz a las personas de la Tierra, y que otros humanos a lo largo de la historia también habían servido como sus mensajeros, incluyendo Jesucristo. Adamski afirmó además que los alienígenas vivían pacíficamente en su base de la Tierra, y que se había reunido con ellos en bares y restaurantes del sur de California.
Las historias de Adamski animaron a otras personas para reclamar sus propias experiencias de contacto y viajes interplanetarios con los amistosos "Hermanos del Espacio", incluyendo figuras como Howard Menger, Daniel Fry, George Van Tassel, y Truman Bethurum. El mensaje de Adamski y sus amigos contactados era que en todos los otros planetas del sistema solar "habitaban" esos entes de angelical belleza andrógina, espiritualmente más evolucionados y más allá de los problemas cotidianos terrestres... El lector de Inside the Space Ships se introduce en un mundo perfecto, el que uno desearía en la Tierra." A través de libros, conferencias, y convenciones - particularmente en la convención anual UFO de Giant Rock en California - el movimiento de los contactados crecería a mediados de los años 1950. Aun así, Adamski continuaba siendo el más prominente, e influyente, de los contactados.
Las afirmaciones de Adamski de viajar a bordo de platillos volantes inspiraron al astrónomo británico Patrick Moore y su amigo Peter Davies a perpetrar un elaborado engaño utilizando la falsa identidad de Cedric Allingham.

### La carta falsa de Straith
En 1957 Adamski recibió una carta firmada por "R.E. Straith," presunto representante del "Comité de Intercambio Cultural" del Ministerio de asuntos exteriores de EE. UU. La carta decía que el Gobierno de EE. UU. sabía que Adamski había hablado con extraterrestres en un desierto de California en 1952, y que un grupo de altos funcionarios del gobierno planeaban corroborar públicamente la historia de Adamski, que se sintió tan orgulloso de esta aprobación que la exhibió para respaldar sus afirmaciones.
Aun así, en 2002 el ufólogo James W. Moseley reveló que la carta era falsa. Moseley explicó que él y su amigo Gray Barker habían obtenido algunos membretes oficiales del Ministerio de asuntos exteriores, crearon la persona de R.E. Straith, y entonces escribieron la carta a Adamski como una broma. Según Moseley, el FBI investigó el caso y descubrió que la carta era un engaño, pero no se presentaron cargos contra ellos.
Moseley también escribió que el FBI informó a Adamski que la carta de Straith era falsa y le pidió que dejara de utilizarla como evidencia en apoyo de sus reclamaciones, pero que Adamski se negó y continuó mostrándola en sus conferencias y charlas. Esta no era la primera vez que Adamski había reclamado contar con el apoyo del gobierno para sus historias de ovnis. En 1953  dijo en una reunión del Club de Leones de Corona, California que su "material había sido aprobado por la Agencia Federal de Investigación y la inteligencia de la Fuerza del Aire."
Cuando el FBI se enteró de las reclamaciones de Adamski, enviaron a tres agentes para hablar con él. Negó haber declarado que el FBI o la inteligencia de la USAF  apoyaran sus reclamaciones (aunque sus comentarios fueron publicados en un periódico local, The Riverside Enterprise), y aceptó firmar una carta en la que declaraba que "entendía las implicaciones de hacer reclamaciones falsas" y que el FBI "no aprobó [las reclamaciones] de individuos." Los tres agentes del FBI también firmaron la carta, y una copia fue entregada a Adamski.
Sin embargo, unos meses más tarde Adamski dijo a un entrevistador que había sido "autorizado" por el FBI, y mostró la carta como prueba. Cuando el Los Ángeles Better Business Bureau se quejó, más agentes del FBI fueron enviados para recuperar la copia de la carta de Adamski, "leyeron el acta de disturbios contra él, y le advirtieron que se tomarían medidas legales si continuaba" reclamando tener el apoyo del FBI o del gobierno a sus historias. Adamski más tarde dijo que el FBI le había "advertido [a él] que se callara."

### Reunión con la reina Juliana de Los Países Bajos
En mayo de 1959, el director de la Sociedad Holandesa de Objetos Voladores No Identificados le dijo a Adamski que había sido contactado por oficiales de palacio de la reina Juliana de Los Países Bajos informándole "que a la reina le gustaría recibirle."
Adamski informó a un diario de Londres sobre la invitación, lo cual incitó a la corte y gabinete a pedir que la reina cancelara su audiencia privada con Adamski, pero la reina continuó adelante con la audiencia, asegurando, "Una anfitriona no puede cerrar de golpe la puerta en la cara de sus huéspedes." Después de la audiencia en Ámsterdam, el presidente de la Asociación Aeronáutica holandesa Cornelis Kolff dijo "La Reina mostró un interés extraordinario en todo el tema." El jefe de gabinete de la Real Fuerza Aérea de los Países Bajos, el teniente general Haye Schaper dijo que "El hombre es un caso patológico." Servicios de noticias por cable como United Press International y Reuters distribuyeron informes de la reunión a periódicos de todo el mundo.

## Últimos años
En 1962, Adamski anunció que asistiría a una conferencia interplanetaria que se celebraría en el planeta Saturno. En 1963, Adamski reclamó que había tenido una audiencia secreta con el papa Juan XXIII y que  había recibido una "Medalla de Honor de Oro" de su santidad. Aun así, los escépticos notaron que la medalla era en realidad un recuerdo turístico común hecho por una compañía de Milán, Italia, y que Adamski lo mostró a sus amigos en una caja de plástico barata - tal como se vendía en las tiendas para turistas de Roma. Adamski dijo que se había reunido con el papa a petición de los extraterrestres con los que supuestamente estaba en contacto, para pedir un "acuerdo final" del papa debido a su decisión de no comunicarse directamente con ningún extraterrestre, y también para ofrecerle una sustancia líquida para salvarle de la enteritis gástrica que sufría, la cual más tarde se convertiría en peritonitis aguda.

## Muerte
El 23 de abril de 1965, a los 74 años, Adamski murió de un ataque al corazón después de dar una conferencia ovni en Maryland. Está enterrado en el Cementerio Nacional de Arlington, como veterano militar.

## Investigaciones y crítica

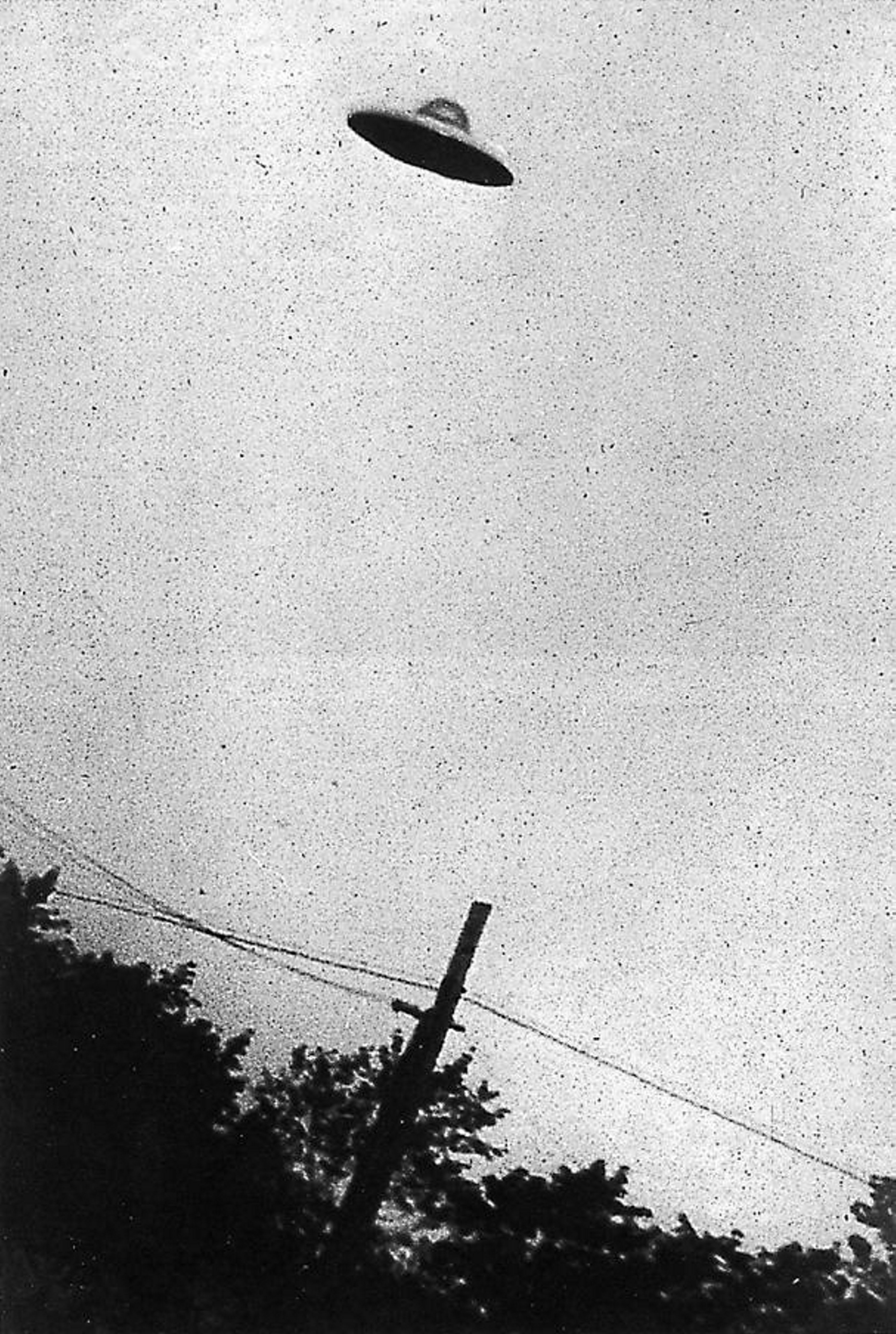
Reproducción de una fotografía de un supuesto OVNI avistado en Passaic, Nueva Jersey, en 1952.

Durante décadas numerosos escépticos y críticos han investigado las afirmaciones de Adamski. Los alienígenas que Adamski reclamaba haber conocido en los años 1950 fueron descritos por él como "seres humanos de otro mundo", normalmente humanoides de piel clara y rubios que más tarde serían calificados como alienígenas nórdicos, debido a su parecido con los humanos noreuropeos. Adamski aseguraba en sus libros que estos "humanos alienígenas" provenían de Venus, Marte, y otros planetas del sistema solar terrestre. Aun así, ninguno de los planetas mencionados es capaz de soportar vida, debido a sus extremas condiciones medioambientales. El primer alienígena que Adamski dijo haber conocido era de Venus, aunque la presión atmosférica en la superficie de ese planeta es 92 veces mayor que la de la Tierra, tiene nubes que llueven ácido sulfúrico, la atmósfera consiste casi enteramente de dióxido de carbono, con una cantidad de oxígeno muy pequeña, y la temperatura media de su superficie es de 464 °C. En uno de sus libros, Adamski describió un viaje a la cara oculta de la Luna en un ovni, donde aseguró haber visto ciudades, árboles, y montañas coronadas de nieve; reclamando después que las primeras fotografías de la cara oculta de la Luna, tomadas por la sonda lunar soviética Luna 3 en octubre de 1959, fueron manipuladas para describir una superficie estéril, inerte, en vez de lo que él había visto. Aun así, toda la evidencia científica, así como más tarde los viajes lunares de los astronautas estadounidenses, mostraron claramente que el lado oculto de la Luna era totalmente estéril y carente de atmósfera.
Algunos seguidores de Adamski postulan que las personas espaciales con las que Adamski reclamó contactar pueden haber tenido bases de investigación en Venus, Marte, Saturno, etc., y que Adamski entendió mal y dio por hecho que ellos vivían en esos planetas. Aun así, en sus escritos Adamski declara haber viajado personalmente a Venus, Marte, y otros planetas en el sistema solar terrestre, y claramente afirma que todos eran capaces de albergar vida humanoide. Como señaló el historiador ovni Jerome Clark, "algunos partidarios de Adamski  insistieron que Venus, Marte, Saturno, y el resto eran meramente palabras en código para designar planetas en otros sistemas solares; no hay, aun así, nada en los escritos públicos de Adamski que apoye esta interpretación y un considerable testimonio de lo contrario."
Las fotografías tomadas por Adamski de los ovnis que aseguraba observar y viajar también han sido objeto de escrutinio. Su foto más a menudo publicada, la de un platillo volante de 1952, ha sido identificada de diversas maneras, desde una farola a la parte superior de una incubadora de pollos. Adamski afirmó que el principal fotógrafo de trucajes del director de cine Cecil B. DeMille, J. Peverell Marley, había examinado sus fotos OVNI y había apreciado un "hombre del espacio" en ellas, y el propio Marley declaró que si las fotos de Adamski eran falsificaciones, eran las mejores que nunca había visto. En el Reino Unido, catorce expertos de la productora J. Arthur Rank Company concluyeron que el objeto fotografiado era real o un modelo a escala real.
Aun así, en su investigación de 1955 de las afirmaciones de Adamski, James W. Moseley entrevistó a Marley, quién negó que hubiera ampliado las fotos para análisis, encontrado un "hombre del espacio" en ellas, o saber de alguien que las tuviera. Moseley también entrevistó al científico alemán de cohetes Walther Johannes Riedel, quién le dijo que había analizado las fotos ovni de Adamski encontrando que eran falsificaciones. Riedel le dijo a Moseley que los "puntales de aterrizaje" eran de hecho bombillas de 100 vatios de General Electric, pues había apreciado el logotipo "GE" impreso en ellas. En 2012, el investigador ovni Joel Carpenter identificó un modelo de lámpara industrial habitual en los años 1930 y 1940 en quirófanos de hospitales e incubadoras en granjas de pollos como visualmente idéntica al platillo de Adamski.
En su investigación de 1955, Moseley encontró otros defectos en la historia de Adamski. Entrevistó a muchas de las personas que Adamski reclamaba que estaban con él en su primera reunión del 20 de noviembre de 1952 con Orthon, y encontró que estos testigos le contradecían. Uno, Al Bailey, negó a Moseley que hubiera visto un ovni en el desierto o al alienígena que Adamski describió. Jerrold Baker, quién había trabajado en Palomar Gardens con Adamski, le dijo a Moseley que había oído "una cinta pregrabada sobre la reunión en el desierto, quién iría, etc." varios días antes del 20 de noviembre, informando que la reunión de Adamski con Orthon era una "operación planificada." Baker añadió que Adamski había intentado convencerle de no descubrir su engaño asegurándole que podía ganar dinero cobrando por dar conferencias sobre ovnis como él hacía: "Ahora  sabes que la imagen [OVNI] conectada a nuestro nombre está en el libro (Flying Saucers Have Landed) también. Y con la gente sabiendo que estás conectado con los platillos voladores... podrías hacerte mucho bien. Podrías dar conferencias por las tardes. Hay una demanda para esto! Te podrías apoyar en el libro con nuestro nombre."
Moseley descubrió que George Hunt Williamson, otro prominente contactado y amigo de Adamski, no presenció ningún ovni ni el encuentro de Adamski con Orthon, a pesar de sus declaraciones públicas reclamando que sí. Cuando Irma Baker, la esposa de Jerrold Baker, lo acusó de mentir sobre el incidente, Williamson le dijo crípticamente que "a veces para obtener admisión, uno tiene que entrar por la puerta de atrás." En su informe sobre Adamski, Moseley escribió "creo sin duda que la narrativa de Adamski contiene bastantes defectos como para poner seriamente en duda tanto su veracidad como su sinceridad. El lector será movido a hacer una prudente re-evaluación del valor del libro de Adamski."
A inicios de los 1950 el capitán de la USAF Edward J. Ruppelt era el jefe del Proyecto Libro Azul, el grupo de la Fuerza del Aire asignado para investigar los informes ovni. En 1953 el capitán Ruppelt decidió investigar las afirmaciones de Adamski. Viajó a California, a Monte Palomar y, vestido con atuendo civil para evitar atraer la atención, asistió a una de las conferencias de Adamski ante una gran multitud en su local de Palomar Gardens Cafe.
Ruppelt concluyó que Adamski era un talentoso estafador cuyas historias ovni estaban diseñadas para ganar dinero de sus crédulos seguidores y oyentes, y comparó a Adamski con el famoso showman y empresario circense P. T. Barnum. Al describir el estilo de hablar de Adamski, Ruppelt escribió "al mirar al hombre y escuchar su historia tienes un impulso inmediato de creerle... llevaba un mono muy gastado, pero limpio. Tenía el cabello ligeramente grisáceo y el par de ojos más honestos que he visto. Hablaba suave e ingenuamente, casi patético, dando la impresión de "que las personas piensan que estoy loco, pero realmente no lo estoy." Según Ruppelt, Adamski tenía un efecto persuasivo en su audiencia, "de hecho podrías haber oído la proverbial caída de un alfiler" en el restaurante cuando Adamski narró su reunión con Orthon de 1952. Cuándo Adamski acabó su historia, Ruppelt notó que muchos de sus oyentes adquirieron copias de las fotos OVNI de Adamski que estaban a la venta en el restaurante. En otra conferencia dirigida por Adamski y otros contactados bien conocidos, Ruppelt escribió que "las personas peleaban con dinero en efectivo por oír la historia de Adamski."
Ruppelt creía que "el trasfondo común de muchas de estas historias [de los contactados] ... es la Utopía. En esos otros mundos no hay ninguna enfermedad, han aprendido cómo curar todas las enfermedades. No hay ninguna guerra, han aprendido cómo vivir en paz. No hay ninguna pobreza, todo el mundo tiene todo lo que quiere. No hay ninguna vejez, han aprendido el secreto de la vida eterna... Demasiadas veces este tono sutil puede ser reducido a "derecho de paso y ponga una donación en el bote. Estoy a punto de aprender los secretos del hombre del espacio y con un poco de dinero para llevar a cabo mi trabajo le confiaré el secreto."
Según Ruppelt, por 1960 las conferencias ovni de Adamski, y en particular las ventas de sus dos primeros libros, le habían hecho un hombre rico: "Su puesto de hamburguesas está tapiado y ahora vive en una gran casa ranchera. Va de vacaciones a México y tiene su propio personal administrativo. Sus dos libros Flying Saucers Have Landed e Inside the Space Ships han vendido... 200.000 copias y han sido traducidos a todas las lenguas excepto el ruso." Ruppelt indicó con humor que para 1960 dos "hermosas mujeres" que decían ser alienígenas nórdicas salían con Adamski, una rubia de Saturno llamada "Kalna" y otra mujer nombrada "Ilmuth".
El libro de Adamski de 1955 Inside the Space Ships, el cual describe sus pretendidos viajes a través del sistema solar a bordo de un OVNI, es considerado por algunos críticos como un "remake" del libro de ciencia ficción de 1949 escrito para Adamski por Lucy McGinnis, titulado Pioneros Espaciales. Describe un ficticio viaje a través del sistema solar que, según los críticos, suena muy similar a los viajes espaciales descritos por Adamski en Inside the Space Ships.

## En la cultura popular
- El escritor de ciencia ficción Arthur C. Clarke se refirió a los ufólogos como aquejados por la enfermedad de Adamski en su novela 3001: La Odisea Final.
- Adamski aparece brevemente en el capítulo 4 de The Bulletproff Coffin - Disinterred por David Hine y Shaky Kane.
- El músico británico Adamski, de nombre real Adam Tinley, adoptó el apellido del divulgador ovni como nombre artístico.
- En el juego de rol Hunter: The Vigil, Task Force VALKYRIE se incluye un subgrupo llamado Operación ADAMSKI, dedicado a producir y distribuir desinformación sobre alienígenas y otras "entidades extranormales" para ocultar la existencia de tales seres.
- En Kirby's Adventure, el personaje jugador puede asumir una forma parecida a un OVNI Adamski.
- En Mega Man 9,  hay un enemigo basado en los ovnis llamado Adamski.
- En el juego Disgaea en el modo opcional "Comentario de Prinny" el comentarista hace referencia a los ovnis Adamski.
- En la línea de juguetes Transformers, "Transformer Cosmos" se transforma en un platillo volador estilo Adamski. El juguete japonés incluso utiliza "Adams" como su nombre.